# Хімічне розчинення корисних копалин
Хімічне розчинення корисних копалин (рос. химическое растворение полезных ископаемых, англ. solvent refining of minerals, chemical dissolution of minerals; нім. chemische Lösung f der Mineralien) – первинна гідрохімічна або органохімічна переробка мінеральної сировини і органічних корисних копалин, при  якій  відбувається хім. взаємодія розчинників з компонентами корисних копалин і утворюються розчинні сполуки, які переходять у водний або органічний розчин. Широке застосування отримала хім. взаємодія розчинів кислот, лугів і їх солей в процесах хімічного збагачення і гідрометалургії. 
Хімічне розчинення корисних копалин лежить в основі розробки родовищ водорозчинних солей методами свердловинного розчинення підземного на розсолопромислах, особливо при великих глибинах залягання (до 2000 м) і високих пластових т-рах, при підвищеному вмісті галіту в калійних солях і включень нерозчинних домішок.